# Stephan Füssel
Stephan Füssel (* 24. März 1952 in Hildesheim) ist ein deutscher Buchwissenschaftler. Seit 1992 ist er als Universitätsprofessor für Buchwissenschaft an der Johannes Gutenberg-Universität Mainz tätig, im Jahr 2020 wurde er emeritiert.

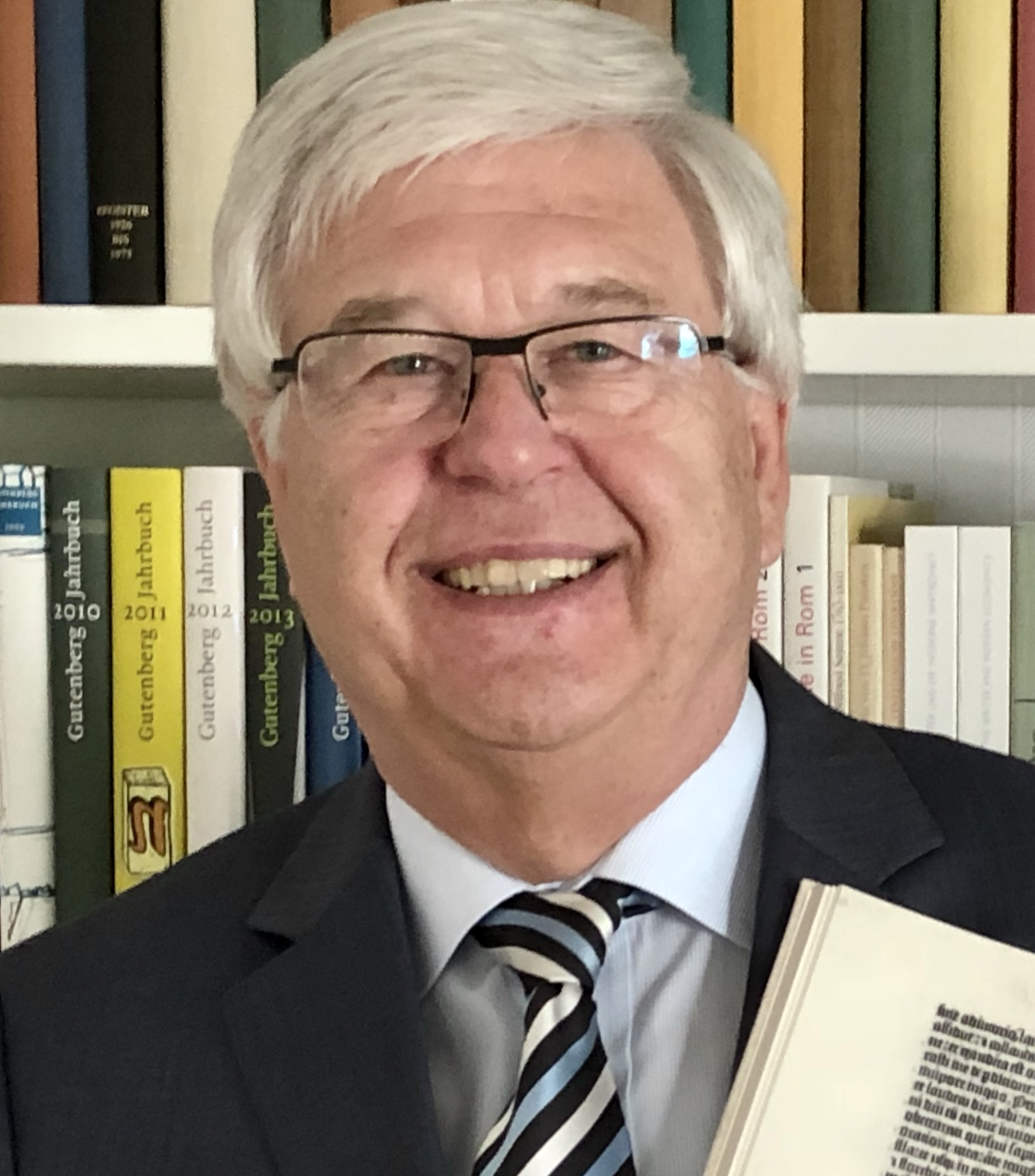
Stephan Füssel

## Leben
Füssel studierte nach dem Abitur am Gymnasium Josephinum in Hildesheim die Fächer Germanistik, Geschichte und Politikwissenschaft an der Georg-August-Universität Göttingen. 1977 legte er das Staatsexamen für das Lehramt an Gymnasien in den Fächern Deutsch, Geschichte und Politikwissenschaft und wurde im Fach Deutsche Philologie an der Göttinger Universität mit einer Arbeit aus dem Bereich der Renaissance-Philologie, einer Studie zu dem wichtigsten neulateinischen Panegyriker Kaiser Maximilians I., Riccardus Bartholinus Perusinus (1470–1529) promoviert. Seine akademischen Lehrer sind Dieter Wuttke (geb. 1929) und Paul Raabe (1927–2013), Direktor der Herzog August Bibliothek in Wolfenbüttel. Von 1983 bis 1992 war Stephan Füssel Akademischer Rat im Fach Neuere deutsche Literaturwissenschaft an der Universität Regensburg. Dort habilitierte er sich 1992 mit einer Arbeit über den bedeutenden Verleger der deutschen Spätaufklärung und der Klassik, Georg Joachim Göschen (1752–1828 in Leipzig und Grimma). Während der Regensburger Zeit wurde Füssel 1988 in Nürnberg zum Präsidenten der Willibald Pirckheimer-Gesellschaft für Renaissance- und Humanismusforschung e. V. gewählt, nachdem er bereits 1984 das Pirckheimer-Jahrbuch begründet hatte. Jahrestagungen führten die Gesellschaft u. a. 1992 zum Melanchthonhaus nach Bretten (mit Hanns Kerner), 1995 zum Gutenberg Museum nach Mainz (mit Volker Honemann), 1996 zur Universität Krakau (mit Jan Pirozynski), 1999 zum Deutschen Historischen Institut nach Rom (mit Klaus Vogel) und 2001 an das Centro Tedesco di Studi Veneziani (mit Franz Fuchs).
Zum Wintersemester 1993 wurde Füssel auf den Gutenberg Lehrstuhl der Johannes Gutenberg-Universität (JGU) in Mainz berufen. Bis 2020 war er Leiter des Instituts für Buchwissenschaft, danach Seniorprofessor; von 1996 bis 1999 war er zeitgleich Direktor des sog. „an-Instituts“ Lesen und Medien der Stiftung Lesen an der JGU und gab quartalsweise der „Forschungsdienst Lesen und Medien“ heraus. Er engagierte sich vielfältig in der akademischen Selbstverwaltung, u. a. von 1994 bis 2020 im Fachbereichsrat, 2005–08 als Gründungsdekan des größten Fachbereichs 05 „Philosophie und Philologie“ und von 2005 bis 2020 als Senator der JGU.
Er baute zielgerichtet die Internationalität und die Interdisziplinarität der Mainzer Buchwissenschaft aus: Beim 50-jährigen Jubiläum des Instituts 1997 präsentierte sich die internationale buchwissenschaftliche Forschung aus den USA, Großbritannien, Frankreich, Niederlanden, Polen und aus Deutschland. Den Eröffnungsvortrag hielt der Suhrkamp-Verleger Siegfried Unseld zum Thema „Der Verleger und seine Autoren“. Auch Günter Grass kam nach Mainz, um aus seinem neuen Roman „Ein weites Feld“ zu lesen, und brachte eine Ausstellung seiner Graphik „In Kupfer- auf Stein – im Buch“ mit, die im Mainzer Rathaus gezeigt wurde.
Nur drei Jahre später veranstaltete Füssel zum Gutenberg-Jahr 2000 (zum 600. Geburtstag) gemeinsam mit der Society for the History of Authorship, Reading and Publishing (SHARP), die dazu zum ersten Mal im nicht-englischsprachigen Ausland tagte, eine Internationale Konferenz zur Geschichte und Gegenwart der Medien, die 330 Wissenschaftler aus aller Welt von Australien bis Island, von USA bis Südkorea mit 167 Referaten nach Mainz führte. Die Eröffnungsvorträge hielten Paul Raabe (HAB Wolfenbüttel), Lotte Hellinga (London) und Robert Darnton (Princeton).
Weitere Auslandsbeziehungen führten ihn zu buchwissenschaftlichen Tagungen nach Lyon und Paris, nach Seoul (zur UNESCO Tagung Printing in East und West 1997 mit der Keynote: Gutenberg and the Advent of Printing in Western Culture), nach Chicago/Ill., nach Williamsburg/Virginia und nach Los Angeles und Claremont/CA, nach Amsterdam und Leiden NL, nach Perugia und Rom und in die Biblioteca Apostolica Vaticana und 2019 an die Lenin-Bibliothek nach Moskau, wo er gemeinsam mit der Direktorin des Deutschen Buch- und Schriftmuseums der Deutschen Bibliothek in Leipzig, Stephanie Jacobs, eine der seit 1945 „kriegsbedingt ausgelagerten“ zwei Gutenberg Bibeln aus dem Bestand aus dem Leipziger Bestand erstmals wieder einsehen konnte, die für die Ausstellung „Die Gutenberg-Bibel – der Beginn eines neuen Zeitalters“ der Russischen Staatsbibliothek in Moskau auch digitalisiert wurde. Die interdisziplinäre Vernetzung der Mainzer Buchwissenschaft erreichte Füssel durch die Gründung des Forschungsschwerpunkts Medienkonvergenz (seit 2008), durch die Kooperation mit den medienwissenschaftlichen Fächern der JGU Mainz, mit der Publizistik, der Medienpädagogik, mit Medienrecht und Medienwirtschaft, Neurolinguistik (u. a. Studien zum Lesen von e-books), der Klinik für Psychosomatische Medizin und Psychotherapie (u. a. Internetsuchtambulanz) etc., deren erster Sprecher er bis 2014 war.
Bereits seit 1996 hatte sich Füssel am DFG-Graduiertenkolleg „Geistliches Lied/Gesangbuchforschung“ mit den Kollegen Hans Jakob Becker, Kath. Theologie/Liturgiewiss., Hermann Kurzke, Germanistik und Axel Beer, Musikwiss. beteiligt, ebenso am gemeinsamen DFG-Projekt einer ökumenischen Gesangbuchbibliografie von 1517 bis zum II. Vatikanum.
Der Praxis-Schwerpunkt des Studienganges wurde durch die Erweiterung der historischen Lehrdruckerei durch ein Desktop-Publishing Studio (mit eigener Stelle) vertieft, und durch den Aufbau des Mainzer Verlagsarchivs (MVA), mit den Archivalien des Rowohlt- und des Rotbuch-Verlages, der Syndikat Buchgemeinschaft, der EVA, von Weissbooks u. a. Wertvolle Verlagsarchivalien konnten vor dem Verfall gerettet werden; und die Studierenden erhielten dadurch die Möglichkeit, archivalische Forschungen direkt im eigenen Institut durchzuführen.
Die Zusammenarbeit mit dem Börsenverein des Deutschen Buchhandels (mit Sitz in Frankfurt) wurde intensiviert, u. a. durch jährliche praxisbezogene „Mainzer Kolloquien“ zu aktuellen Fragen des Buchmarktes (Der Verlag als Geschäftsbetrieb, Literarische Agenturen, Elektronisches Publizieren u. a.). Die Mitarbeit bei der Historischen Kommission des Börsenvereins führte zu einer „Geschichte des Börsenvereins“ zum 175-jährigen Jubiläum im Jahr 2000 (mit Hermann Staub und Georg Jäger) und zum Festvortrag im Leipziger Gewandhaus an der Seite von Bundespräsident Johannes Rau. Die 60-jährige Geschichte des Friedenspreises des Deutschen Buchhandels erarbeitete er 2009 zusammen mit Wolfgang Frühwald und Martin Schult in dem Band „Wiederreden“. Die Geschichte des Buchhandels in der Weimarer Republik, gemeinsam mit Ernst Fischer, erschien in 2 Bänden 2007 und 2012. Zurzeit erarbeitet er mit internationalen Fachkolleginnen die Geschichte des Buchhandels in den Westzonen Deutschlands und in der BRD seit 1945.
Für die Internationale Gutenberg-Gesellschaft, deren Präsidium er seit 1993 angehört, gibt er seither das Gutenberg-Jahrbuch heraus, dass einzige weltweit in fünf Sprachen erscheinende wissenschaftliche Periodikum, das sich mit Geschichte und Gegenwart des Buches, mit einem deutlichen Schwerpunkt in der Frühdruckforschung, zu Fragen der Typografie und Buchgestaltung und zur Rezeption des Buches beschäftigt.
In den Mainzer Studien zur Buchwissenschaft, die ebenso wie das Gutenberg-Jahrbuch beim Harrassowitz-Verlag in Wiesbaden erscheinen, werden Mainzer buchwissenschaftliche Dissertationen und Magisterarbeiten, aber auch grundlegende Schriften zum Fach, wie seine „Meilensteine buchwissenschaftlicher Forschung“ (mit Ute Schneider und einer Studierendengruppe 2018) oder zu den „Chancen und Nutzen von Verlagsarchiven“ (2016) publiziert; die „Einführung in die Buchwissenschaft“ (2014 mit Corinna Norrick-Rühl u. a.) erschien bei der WBG in Darmstadt.
Zu den Studienreformen der letzten Jahre gehörten neben der Einführung des Bachelor- und Masterstudiengang auch die Möglichkeit, Buchwissenschaft mit Fachschulreife und einschlägiger beruflichen Ausbildung zu studieren, sowie die Möglichkeit, mit einem ausgezeichneten Fachhochschulabschluss die Promotion anzustreben, was häufig nachgefragt wurde.
Die enge Kooperation mit dem Verlag von Benedikt Taschen in Köln/Los Angeles ermöglichte es, eine Reihe von herausragenden Reprints (u. a. der Gutenberg Bibel von 1454, der Luther Bibel von 1534, der Schedelschen Weltchronik von 1492, den „Städten der Welt“ (Civitates orbis terrarum 1572–1618) von Georg Braun und Frans Hogenberg, oder das Manuale Tipografico von Giambattista Bodoni (Parma 1818)) jeweils mit grundlegendem Kommentar in drei bis fünf Sprachen herauszugeben und so das Fach Buchwissenschaft und zentrale Werke der Buchgeschichte weltweit präsent zu halten.
Buch-Vorstellungen dieser Werke führten Füssel u. a. in die Villa Aurora, der Künstlerresidenz des Auswärtigen Amtes der Bundesregierung in Los Angeles, zur Österreichischen Nationalbibliothek in Wien, in die Staatsbibliothek zu Berlin, zur Landesbibliothek Teßmann nach Bozen, zur Schwedischen Buchmesse nach Lund oder zur Biblioteca Apostolica Vaticana.
Mit den Fernsehanstalten konnten gute Kooperationen geknüpft werden: Die Sendung Kulturzeit von 3sat mit dem Moderator Michael Schmitt zeigte schon 1996 eine kleine Serie von Buchthemen, u. a. zur früher Buchdistribution am Beispiel von Reclams Bücherautomaten, zum Bestsellermarketing am Beispiel von Hildegard Knefs Biografie „Der geschenkte Gaul“ etc. Das ZDF konnte zu einem Gutenbergfilm beraten werden.
Zum Schillerjahr 2005 und der Herausgabe einer Prachtausgabe von Schillers Gedichten lud die NDR Talk Show ein und der Mainzer Landessender SWR realisierte über 130 Feature, Beiträge und Interviews. Die Fernsehanstalten konnten somit zur Verbreitung der Kenntnisse buchwissenschaftlicher Forschung und der kulturgeschichtlichen Erschließung der Buch- und Mediengeschichte beitragen.
Vier Habilitationen (die Kollegen sind heute in Leipzig, Mainz und München tätig), 18 Dissertationen (und fünf weitere noch im Entstehen) und etwa 680 Magisterarbeiten und zahlreiche Bachelorarbeiten wurden betreut; viele der Studierenden gehören heute zum führenden Branchennachwuchs im Buchhandel. Die Nachfrage nach Studienplätzen ist Mainz ist ungebrochen, im Schnitt der Jahre studieren etwa 550–720 Kommilitonen. Für seine Leistungen in der Lehre wurde Stephan Füssel mehrfach ausgezeichnet, u. a. mit dem Preis des Landes Rheinland-Pfalz als bester Lehrender. Der Börsenverein des Deutschen Buchhandels verlieh ihm für die enge Verbindung zwischen Theorie und Praxis seine Goldene Nadel.

## Berufliche Praxis
- 1979/80 Selbständiger Verleger (GRATIA-Verlag für Humanismus-Studien, Göttingen)
- Okt. 1980–Sept. 1983 Wiss. Mitarbeiter am Institut für Germanistik der Universität Regensburg: Neuere deutsche Literaturwissenschaft
- WS 1989/90 – SoSe 1991 Habilitationsstipendium der Deutschen Forschungsgemeinschaft
- 1991/92 Wiss. Oberassistent (C 2) auf Zeit, Universität Regensburg: Neuere Deutsche Literaturwissenschaft Prüfer bei Staatsexamina Lehramt Gymnasien, Magister- und Doktorprüfungen
- WS 1992/93 – SoSe 2020 Universitäts-Professor (C 4) für Buchwissenschaft der Johannes Gutenberg-Universität Mainz (»Gutenberg Lehrstuhl«), zugleich Leiter des Instituts für Buchwissenschaft.
- 2005–2008 Gründungsdekan des neuen Fachbereichs 05 Philosophie und Philologie
- 2005–2020 Senator der Johannes Gutenberg-Universität Mainz
- 2008–2014 Sprecher des neugegründeten Forschungsschwerpunktes Medienkonvergenz
- Seit 2009 Gründer und Wiss. Leiter des Mainzer Verlagsarchivs: Rowohlt, Rotbuch, Syndikat, Europäische Verlagsanstalt, Weissbooks, Faksimile-Verlag Luzern-München u. a.[7]

## Werk und Auszeichnungen
Füssel ist als Buchautor mit zahlreichen Publikationen zur Buch- und Verlagsgeschichte hervorgetreten, insbesondere zum europäischen Frühdruck und zur Person Gutenbergs, des Erfinders des europäischen Buchdruckes. Als Buchwissenschaftler wirkt er in zahlreichen wissenschaftlichen Gesellschaften mit, so war er in den Jahren 1988–2001 Präsident der „Willibald-Pirckheimer-Gesellschaft zur Erforschung von Renaissance und Humanismus“, in den Jahren 1991–1998 Vorstandsmitglied des „Wolfenbütteler Arbeitskreises zur Geschichte des Buchwesens“ und ist seit 1993 Vorstandsmitglied der „Internationalen Gutenberg-Gesellschaft“ und seit 1994 Herausgeber des Gutenberg-Jahrbuches.
Auszeichnungen
- 1981–1983 Promotions-Stipendiat der Bischöflichen Studienförderung »Cusanuswerk«
- 1983 Carl-Sonnenschein-Preis für die Dissertation
- 1993 Kulturpreis der Tucher-Stiftung Nürnberg
- WS 2001/02 Lehrevaluation: beste Vorlesung am Institut für Buchwissenschaft
- Mai 2008 Lehrpreis des Landes als bester Lehrender in Rheinland-Pfalz
- März 2011 »Goldene Nadel« des Börsenvereins des Deutschen Buchhandels für Verdienste um das Buch und die Buchbranche.
- Juni 2011 Lehrpreis der Universität Mainz für beste Vorlesung

## Aktive Tätigkeiten in wissenschaftlichen Gesellschaften (Auswahl)
Eine Auswahl der aktiven Tätigkeiten in wissenschaftlichen Gesellschaften:
- Willibald-Pirckheimer-Gesellschaft zur Erforschung von Renaissance und Humanismus; 1988–2001 Präsident; 2001-2019 Vizepräsident; seit 2019 Vorstand, Gründer und Herausgeber des Pirckheimer Jahrbuches;
- Internationale Gutenberg-Gesellschaft, 1993-2019 Vorstandsmitglied und Schriftführer; seit 1994 Herausgeber des Gutenberg-Jahrbuches, seit 1999 Präsidiumsmitglied seit 1999; seit 2019 Vizepräsident
- Historische Kommission des Börsenvereins des Deutschen Buchhandels, Frankfurt a. M.; seit 1993 ordentliches Mitglied, Mithrsg. der Geschichte des deutschen Buchhandels im 19. und 20. Jahrhundert, 1989 Gründungsmitglied des Leipziger Arbeitskreises zur Geschichte des Buchwesens, ab 1998 im Vorstand
- Deutsche Schiller-Gesellschaft Marbach a.N.; 2004-2016 Vorstandsmitglied der Deutschen Schiller-Gesellschaft, Marbach a. N.;
- SHARP Society for the History of Authorship, Reading and Publishing; 2000 SHARP Conference in Mainz zum Gutenbergjahr 2000 mit 330 Teilnehmern mit 167 Referaten in 5 Panels (Erste SHARP-Conference im nicht-englisch-sprachigen Ausland), 2000–2009 Director and Member of the Advisory Board; 2012–2018 Kuratorium des Deutschen Museums München

## Gremienarbeit in der JGU (Auswahl)
- 1992–2020 (kontinuierlich) Geschäftsführender Leiter des Instituts für Buchwissenschaft
- 1998–2020 Vertrauensdozent der Bischöflichen Hochbegabtenförderung »Cusanuswerk« für die JGU und KFH Mainz[7]

## Schriften (Auswahl)
Eine Auswahl seiner Schriften:

### Selbstständige Schriften
- Johannes Gutenberg. 6. überarb. u. aktualisierte Auflage. Reinbek 2019 (= rororo monografie; 5016).
- Gutenberg. [English]. London: Haus Publishing 1999 (Life & Times). Available as an ebook too.
- Die Gutenberg-Bibel von 1454. Faksimile und Kommentar zu Leben und Werk von Johannes Gutenberg, zum Bibeldruck, den Besonderheiten des Göttinger Exemplars, dem »Göttinger Musterbuch« und dem »Helmaspergerschen Notariatsinstrument«. 3 Bde. Köln: Taschen, 2018;
  - desgl. The Gutenberg Bible of 1454. Köln, London, Paris, Madrid: Taschen, 2018;
  - desgl. La Biblia de Gutenberg de 1454. Köln, London, Paris, Madrid: Taschen, 2018;
  - desgl. La Bible de Gutenberg de 1454. Köln, London, Paris, Madrid: Taschen, 2018.
- Kaiser Maximilian I. Theuerdank. Das Epos des letzten Ritters. [Nachdruck der Farbholzschnitte nach dem Ex. der Bayerischen Staatsbibliothek München]. Mit einer kulturhistorischen Einführung und Kommentaren zu den Holzschnitten. Köln: Taschen, 2018;
  - desgl. Theuerdank. The Epic of the Last Knight. Köln: Taschen, 2018.
- Die Luther-Bibel von 1534. Mit einer kulturhistorischen Einführung. Weltdokumentenerbe der UNESCO. Neuausgabe der Weimarer Luther-Bibel von 1534. Los Angeles, Köln: Taschen, 2016;
  - desgl. The Luther-Bible of 1534. Complete facsimile edition. With a cultural-historical introduction. World documentary heritage. Köln, London: Taschen, 2016.
- Giambattista Bodoni: Das vollständige Handbuch der Typografie. Parma 1818. Reprint mit einer schriftgeschichtlichen Einführung. Köln: Taschen 2016 (verkleinerter Nachdruck in der Bibliotheca Universalis); parallele Ausgaben mit Kommentar in englischer, französischer, italienischer und spanischer Sprache.
- Die Bibel in Bildern. Illustrationen aus der Werkstatt von Lukas Cranach 1534. Mit einer kulturhistorischen Einführung. Paris, Köln, London: Taschen, 2009;
- Georg Braun/Franz Hogenberg: Städte der Welt 1572–1617. Gesamtausgabe der kolorierten Kupfertafeln. Mit Einleitung und Kommentar. Paris, Köln, London u. a.: Taschen, 2008;
  - desgl. Cities of the world. Paris, Köln, London: Taschen, 2008;
  - desgl. Villes du monde. Paris, Köln, London: Taschen, 2008.
- Historia von D. Johann Fausten. Kritische Ausgabe. Hrsg. gem. mit H. J. Kreutzer. 3 erg. und überarb. Ausgabe. Stuttgart: Reclam, 2006; weitere Nachdrucke.
- Schiller und seine Verleger. Frankfurt a. M., Leipzig: Insel, 2005.
- Friedrich Schiller: Gedichte. Stuttgart: Cotta 1859–1863. Faksimile-Edition der illustrierten Prachtausgabe von 1859. Mit kulturwissenschaftlichem Kommentar. Köln: Taschen, 2004.
- Kaiser Maximilian I. Theuerdank (1517). Faksimile-Edition. Mit kulturwissenschaftlichem Kommentar »Maximilian I. und die Medien seiner Zeit«. Köln: Taschen 2003 [u.ö.];
  - desgl. The Adventures of the Knight Theuerdank. Complete coloured facsimile of the 1517 edition. London: Taschen, 2003.
- Hartmann Schedel: Weltchronik von 1493. Faksimile der kolorieren Gesamtausgabe nach dem Exemplar der Herzogin Anna Amalia Bibliothek in Weimar. Mit Einführung, Inhaltsanalyse und Register. Köln u. a.: Taschen 2001. Neuausgabe: Köln: Taschen, 2013 [u.ö.];
  - desgl. Chronicle of the world. 1493. New York, London: Taschen, 2001;
  - desgl. La chronique universelle 1493. Köln, Paris: Taschen, 2001.
- Gutenberg und seine Wirkung. Frankfurt a. M./Leipzig: Insel 1999;
  - desgl. Gutenberg och hans werk. Nora: Nya Doxa, 2000 (schwedisch);
  - desgl. Gutenberg. Il mondo cambiato. Milano: Edizioni Sylvestre Bonnard, 2001;
  - desgl. Gutenberg and the Impact of Printing. London: Ashgate, 2003.
  - desgl. Koreanische Ausgabe. Seoul: Yonsei University Press 2014 [mit einer Einleitung zum Vergleich mit der koreanischen Drucktechnik].
- Georg Joachim Göschen (1752–1828) – ein Verleger der Spätaufklärung und der Klassik. 3 Bde. Berlin: de Gruyter, 1999.
- Historia von D. Johann Fausten. Text des Druckes von 1587. Kritische Ausgabe. Mit Zusatztexten der Wolfenbütteler Handschrift und der zeitgenössischen Drucke. Edition und Kommentar gem. mit Hans Joachim Kreutzer. Stuttgart 1988 (= Reclam UB 1516), 2. Auflage 1996.
- (Diss.:) Riccardus Bartholinus Perusinus. Humanistische Panegyrik am Hofe Kaiser Maximilians I. Mit einer Frühdruckbibliographie (= Diss. phil., Göttingen 1983.) Baden-Baden: Koerner, 1987 (= Saecvla Spiritalia 16).

### Herausgeberschaften: Jahrbücher, Lexika und Reihen
- Gutenberg-Jahrbuch. Hrsg. Jg. 69–95 ff. (1994–2022). Mainz: Gutenberg-Gesellschaft.
- Mainzer Studien zur Buchwissenschaft, Hrsg. Bd. 1–25 ff. (1995–2022), Wiesbaden: Harrassowitz.
- Media Convergence/Medienkonvergenz. Hrsg. i. A. des Forschungsschwerpunkts Medienkonvergenz der JGU gem. mit Stefan Aufenanger, Dieter Dörr u. a. Bd. 1–11 (2012–2014). Berlin, Boston: De Gruyter.
- Lexikon des Gesamten Buchwesens. 2. völlig neu bearb. Auflage. Hrsg. gem. mit Severin Corsten (†) und Günther Pflug (†) u. a. Bd. IV (1995)–VIII (2014). Stuttgart: Hiersemann.
- Pirckheimer-Jahrbuch der Willibald Pirckheimer-Gesellschaft für Renaissance- und Humanismusforschung Nürnberg. Bd. 1–10. München: Fink, 1985–88; Nürnberg: Hans Carl, 1989–96; Wiesbaden: Harrassowitz, seit 1997.

### Sammelbände
- Von Gutenberg zum World Wide Web. Aspekte der Wirkungsgeschichte von Gutenbergs Erfindung - zur Neukonzeption des Mainzer Gutenberg-Museums (= Mainzer Studien zur Buchwissenschaft, Bd. 26). Harrassowitz, Wiesbaden 2022, ISBN 978-3-447-11932-0.
- Meilensteine buchwissenschaftlicher Forschung. Ein Reader zentraler buchwissenschaftlicher Quellen und Materialien. Hrsg. mit Ute Schneider. Wiesbaden: Harrassowitz 2017 (= Mainzer Studien zur Buchwissenschaft; 25).
- Einführung in die Buchwissenschaft. Hrsg. zus. mit Corinna Norrick-Rühl u. Mitarb. v. Dominique Pleimling und Anke Vogel. Darmstadt: WBG, 2014.
- »Ungeöffnete Königsgräber«. Chancen und Nutzen von Verlagsarchiven. Wiesbaden: Harrassowitz, 2013 (= Mainzer Studien zur Buchwissenschaft; 22).
- Geschichte des Deutschen Buchhandels im 19. und 20. Jahrhundert. Bd. 2: Die Weimarer Republik 1918-1933, Teil 2. Hrsg. zus. mit Ernst Fischer. Berlin, Boston: de Gruyter, 2012 (auch als e-book).
- Widerreden – 60 Jahre Friedenspreis des Deutschen Buchhandels. Hrsg. zus. mit Niels Beintker, Wolfgang Frühwald u. Martin Schult. Frankfurt: MVB, 2009.
- Geschichte des Deutschen Buchhandels im 19. und 20. Jahrhundert. Bd. 2: Die Weimarer Republik 1918-1933, Teil 1. Hrsg. zus. mit Ernst Fischer. München: K.G. Saur, 2007 /2012 (auch als e-book).
- Der Börsenverein des Deutschen Buchhandels 1825-2000. Ein geschichtlicher Aufriss. Hrsg. zus. mit Georg Jäger u. Hermann Staub. Frankfurt/M.: Buchhändlervereinigung, 2000.
- 50 Jahre Frankfurter Buchmesse. 1949-1999. Frankfurt a. M.: Suhrkamp, 1999 (= suhrkamp taschenbuch; 3045).
- Deutsche Dichter der frühen Neuzeit – Ihr Leben und Werk (1450–1600). Berlin: Erich Schmidt, 1993.

### Aufsätze
- Der Sammelauftrag wissenschaftlicher Bibliotheken im Medienumbruch. Die Perspektive der Buchwissenschaft. In: Michael Knoche (Hrsg.): Die Zukunft des Sammelns an Wissenschaftlichen Bibliotheken. Wiesbaden: Harrassowitz, 2017 (= Bibliothek und Wissenschaft; 50), S. 39–58.
- Subjective impressions do not mirror online reading efforts: concurrent EEG-eytracking evidence from the reading of books and digital media. Zus. mit Franziska Kretschmar, Dominique Pleimling u. a. In: PlosOne 8 (2013) 2, e56178 (online).
- Die Bertelsmann Buchverlage 1945–2010. In: 175 Jahre Bertelsmann. Eine Zukunftsgeschichte. Hrsg. v. d. Bertelsmann AG, Gütersloh. Gütersloh: Bertelsmann, 2010, S. 86–130; The Bertelsmann Book Publishing Companies, 1945–2010. In: 175 years of Bertelsmann. The legacy for our future. Ed by Bertelsmann AG, Gütersloh. Gütersloh: Bertelsmann, 2010, S. 84–129.
- Zur Bibelherstellung im mittelalterlichen Kloster. In: A. Fingernagel (Hrsg.): Die prächtigsten Bibeln. Köln: Taschen, 2008, S. 6–19.
- Belletristische Verlage (Gem. mit M. Estermann): In: Geschichte des deutschen Buchhandels im 19. und 20. Jahrhundert. Das Kaiserreich 1871–1918. Teil 2. Hrsg. i. A. der Historischen Kommission des Börsenvereins von G. Jäger. Frankfurt a. M.: MVB, 2003, S. 164–299.
- Nachwort zur Neuausgabe von Ray Bradbury: Fahrenheit 451. Frankfurt a. M.: Büchergilde Gutenberg, 2002.
- The Future of Communication. In: Printing History. New York 2001, S. 11–23.
- Gutenberg and the advent of printing in Western Culture. In: International Symposion on the Printing History in East and West. Seoul: Unesco, 1997, S. 21–31.